# Gábor Jenő
Gábor „Ftacsik” Jenő (Pécs, 1893. május 23. – Pécs, 1968. szeptember 1.) magyar festő, grafikus.

## Életpályája
Képzőművészeti tanulmányait 1911 és 1915 között a budapesti Képzőművészeti Főiskolán végezte, mesterei Edvi Illés Aladár és Zemplényi Tivadar voltak. A főiskola elvégzése után rajztanárként dolgozott Gyergyószentmiklóson, Liptószentmiklóson, Körmöcbányán és Szakolcán.
1919-ben Pécsre költözött, ott ismerkedett meg az akkori Bauhaus stílus képviselőivel is. (Breuer Marcell, Forbát Alfréd, Molnár Farkas, Weininger Andor) Műveiben ennek hatása érződik e korszakában. A festészet mellett a pécsi főreáliskolában majd a Széchenyi István Gyakorló Gimnáziumban rajztanár volt.
Első képein inkább a tájábrázolás (Pécs környéki tájképek), az emberi testek (aktok) a dominánsak, stílusuk expresszív-kubisztikus jellegű.
1926-ban Párizsban, 1931-ben Berlinben járt tanulmányúton. Ez utóbbi tanulmányútja hatását a kollázssorozata mutatja. 1937-ben újra Párizsban járt tanulmányúton. Ez a korszak művészetének gazdag korszaka volt, a francia útjára festményeiben a gazdag színvilág emlékeztet.
Az 1930-as évektől kezdve szürrealisztikus hatások figyelhetőek meg festményein. Szívesen festett munkásokról, bohócokról, sportról képeket.
1939-ben a Nemzeti Szalonban állította ki képeit. 1941-ben Szegedre költözött, ahol a Baross Gábor Gyakorló Gimnázium tanára lett. A Szegeden készült festményei oldottabbak, fellazultabbak, mint előtte.
1947-ben Budapestre költözött, részt vett 1948-ban a Kulturális Minisztérium freskópályázatán (II. díjat kapott képeiért, munkásábrázolására I. díjat). Még ugyanebben az évben közös kiállítást szervezett a Képzőművészek Szabadszakszervezeténél Aszódi Weil Erzsébettel. 1955 után elvont kifejezésmódokat kutatott (Martyn Ferenc hatása). 1959-ben az Ernst Múzeumban Klie Zoltán, Járitz Józsa, és Csillag István társaságában állított ki. 1963-ban a Janus Pannonius Múzeumban, Pécsett volt gyűjteményes kiállítása, ekkor életműve jelentős részét a pécsi Modern Magyar Képtárnak adományozta. 1964-ben a Baranyai Képzőművészek Kiállításán állították ki képeit a Siklósi várban.
1966-ban visszaköltözött Pécsre és haláláig ott lakott. 1966-ban a Janus Pannonius Múzeum gyűjteményes kiállítást rendezett festményeiből.
Halála után 1969-ben Moholy-Nagy László és kortársai, Szent István Király Múzeumban szervezett kiállítást képeiből Székesfehérváron, majd 1971-ben a Janus Pannonius Múzeum is. 1993-ban a Műgyűjtők Galéria, a Balassi Galéria Budapesten, valamint az Antikart Képkereskedés, Pécsen rendezett kiállítást festményeiből.
Az Új Művészek Egyesületének (UME) és a Pécsi Képzőművészek és Műbarátok Társaságának tagja volt. Tanítványa volt Gyarmathy Tihamér és Lantos Ferenc.
A pécsi köztemetőben lévő sírjára Pécs városa új sírkövet állíttatott.

## Művei
- A Janus Pannonius Múzeumban található képei: Csendélet, Önarckép (Szembenéző önarckép), Napfelkelte, Fürdőzők, Tánc 1922, Fák a Tettyén
- A Magyar Nemzeti Galériában található képei: Orpheus, Napfölkelte
- Magántulajdonban található képei: A nő és a férfi, Macus portréja, Kaktuszokat öntöző, Kubista városépítők, Labdarúgók, Csutakolás, Asztali csendélet, Kikötő (Le Havre-i kikötő), Hegyoldal, Art deco akt, Nő mandolinnal, Vásári akrobaták, Egy párizsi boulevarde, éjszaka, Aktok, Pierrot gitárral, Bohócok, Tánc, Tavasz, Akt viadukttal, Dunakanyar

## Külső hivatkozások
- Gábor Jenő festményei - TerminArtors.com
- Gábor Jenő a Képzőművészet Magyarországon honlapon
- Magyar életrajzi lexikon III: Kiegészítő kötet (A–Z). Főszerk. Kenyeres Ágnes. Budapest: Akadémiai. 1981.  ISBN 963-05-2500-3
- Nátyi Róbert: Gábor Jenő festőművész szegedi évei (1941-1947). Tiszatáj, 2017. 10. sz. 115-119.